# Grupul Identitate, Tradiție, Suveranitate
Identitate, Tradiție, Suveranitate (ITS) este un fost un grup politic din Parlamentul European compus din 23 de membri din diferite partide europene descrise ca fiind de dreapta și naționaliste și cu o perioadă de existență extrem de scurtă, în perioada 15 ianuarie 2007 - 14 noiembrie 2007.

## Istorie
O cartă politică comună pentru grup era semnată la data de 9 ianuarie 2007, fiind recunoscut oficial ca grup de către președintele Parlamentului European, Josep Borrell, la începutul celei de-a 29-a sesiuni plenare, la 15 ianuarie 2007. Din grup făceau parte următoarele partide: 
- Frontul Național Francez, cu șapte parlamentari, între care Bruno Gollnisch și Jean-Marie Le Pen.

- Partidul România Mare, cu cinci parlamentari, între care Eugen Mihăescu.

- Partidul Bulgar Ataka, cu trei parlamentari.

- Vlaams Belang, cu trei parlamentari.

- Alternativa Socială din Italia, cu un parlamentar, în persoana Alessandrei Mussolini, nepoata dictatorului fascisct, Benito Mussolini.

- Flacăra Tricolorului din Italia cu un parlamentar.

- Partidul Libertății din Austria, cu un parlamentar.

- Doi parlamentari independenți: Mircea Coșea și Ashley Mote.

După observațiile critice făcute de către Alessandra Mussolini la adresa cetățenilor români din Italia, cei 5 europarlamentari PRM au decis să se retragă din grup, ducând la dizolvarea grupului din data de 14 noiembrie 2007.